# Їмень
24°40′19″ пн. ш. 102°09′48″ сх. д. / 24.67187° пн. ш. 102.1632° сх. д.
Їмень (кит. 易门县, пін. Yìmén Xiàn) — один із повітів КНР у складі префектури Юйсі, провінція Юньнань. Адміністративний центр — містечко Лунцюань.

## Географія
Їмень лежить у центрі провінції на Юньнань-Гуйчжоуському плато.

### Клімат
Повіт знаходиться у зоні, котра характеризується океанічним кліматом субтропічних нагір'їв. Найтепліший місяць — червень із середньою температурою 22,1 °C. Найхолодніший місяць — грудень, із середньою температурою 9 °С.
| Клімат повіту Їмень     | Клімат повіту Їмень | Клімат повіту Їмень | Клімат повіту Їмень | Клімат повіту Їмень | Клімат повіту Їмень | Клімат повіту Їмень | Клімат повіту Їмень | Клімат повіту Їмень | Клімат повіту Їмень | Клімат повіту Їмень | Клімат повіту Їмень | Клімат повіту Їмень | Клімат повіту Їмень |
| Показник                | Січ.                | Лют.                | Бер.                | Квіт.               | Трав.               | Черв.               | Лип.                | Серп.               | Вер.                | Жовт.               | Лист.               | Груд.               | Рік                 |
| Середній максимум, °C   | 18,5                | 20,7                | 23,8                | 26,8                | 27,5                | 27,4                | 26,8                | 27                  | 25,8                | 23,7                | 20,6                | 17,9                | 23,9                |
| Середня температура, °C | 9                   | 10,9                | 14,3                | 18,1                | 20,9                | 22,1                | 21,6                | 21,1                | 19,8                | 17,4                | 13                  | 9,4                 | 16,5                |
| Середній мінімум, °C    | 1,9                 | 3                   | 6                   | 10                  | 15                  | 18,1                | 18,2                | 17,5                | 16                  | 13,4                | 7,9                 | 3,4                 | 10,9                |
| Норма опадів, мм        | 14.3                | 14.6                | 16.1                | 25.6                | 82.8                | 143.4               | 170.8               | 154.2               | 97                  | 73.1                | 37.5                | 14.2                | 843.6               |
| Вологість повітря, %    | 74                  | 68                  | 63                  | 61                  | 66                  | 77                  | 82                  | 83                  | 81                  | 80                  | 79                  | 78                  | 74.3                |
| ----------------------- | ------------------- | ------------------- | ------------------- | ------------------- | ------------------- | ------------------- | ------------------- | ------------------- | ------------------- | ------------------- | ------------------- | ------------------- | ------------------- |
| Джерело: data.cma.cn    |                     |                     |                     |                     |                     |                     |                     |                     |                     |                     |                     |                     |                     |